# Perithous sundaicus
Perithous sundaicus là một loài tò vò trong họ Ichneumonidae.